# (541089) 2018 QZ6
(541089) 2018 QZ6 es un asteroide perteneciente al cinturón de asteroides descubierto el 21 de mayo de 2005 por el equipo del Mount Lemmon Survey desde el Observatorio del Monte Lemmon, Arizona, Estados Unidos.

## Designación y nombre
Designado provisionalmente como 2018 QZ6.

## Características orbitales
2018 QZ6 está situado a una distancia media del Sol de 2,645 ua, pudiendo alejarse hasta 3,427 ua y acercarse hasta 1,862 ua. Su excentricidad es 0,295 y la inclinación orbital 13,68 grados. Emplea 1571,50 días en completar una órbita alrededor del Sol.

## Características físicas
La magnitud absoluta de 2018 QZ6 es 17. 